# Soul Power
"Soul Power" é uma canção de James Brown. Brown a gravou com a formação original dos The J.B.'s (além de Fred Wesley) e foi lançada como single de três partes em 1971. Assim "Get Up (I Feel Like Being a) Sex Machine" e outros sucessos deste período, conta os vocais de apoio de Bobby Byrd. Alcançou o número 3 da parada R&B e número 29 da parada Pop.
A Parte 1 de "Soul Power" aparece no álbum de 1972 Soul Classics. Versões ao vivo da canção foram incluídas nos álbuns Revolution of the Mind: Live at the Apollo, Volume III (1971) e Love Power Peace (1992; gravado em 1971), mas nenhuma  versão mais longa do que a gravação original de estúdio foi lançada em álbum até que um versão de oito minutos foi incluída na compilação de 1986  In the Jungle Groove. A versão completa da gravação feita em estúdio, com mais de 12 minutos de duração, apareceu pela primeira vez na compilação lançada em CD em 1996 Funk Power 1970: A Brand New Thang.

## Músicos
- James Brown - vocais

com os The J.B.'s:
- Bobby Byrd - orgão, vocais
- Darryl "Hasaan" Jamison - trompete
- Clayton "Chicken" Gunnells - trompete
- Fred Wesley - trombone
- St. Clair Pinckney - saxofone tenor
- helps "Catfish" Collins - guitarra
- Bobby Roach - guitarra
- William "Bootsy" Collins - baixo
- John "Jabo" Starks - bateria
- Johnny Griggs - congas[3]

## Soul Power 74
Em 1973 Brown criou uma versão instrumental de "Soul Power" tendo Maceo Parker e Fred Wesley usando overdubs nas novas partes com sessão de sopro em cima da gravação original. O engenheiro de som Bob Both adicionou efeitos sonoros em diversos pontos para esconder onde a faixa com a sessão de sopro original tinha vazado para dentro das partes rítmicas. Chamada "Soul Power 74" e creditada à "Maceo and the Macks", a nova versão foi lançada em single de duas partes pela People Records e alcançou o número 20 da parada R&B e número 109 da parada Bubbling Under Pop. Também está presente no álbum Us!.

## Versões cover
- A banda de rock alternativo The Smashing Pumpkins fez uma cover de "Soul Power" sem álbum de 2000 Machina II/The Friends & Enemies of Modern Music.
- O rapper Chuck D apresenta a canção em álbum tributo de 2007 Tribb to JB.